# Copa Ganadores de Copa 1970
La Copa Ganadores de Copa 1970 fu la prima edizione del torneo, nonché l'unica a carattere ufficiale. Fu vinta dal Mariscal Santa Cruz, formazione boliviana.

## Formula
Due gironi da 3 e 5 squadre; le partecipanti sono divise in due zone, la zona 1 (Quito, Ecuador) e la zona 2 (La Paz e Cochabamba, Bolivia): le prime classificate di ciascun gruppo si disputano la vittoria del torneo nella finale.

## Partecipanti
| Squadra             | Qualificazione                                  |
| ------------------- | ----------------------------------------------- |
| Atlanta             | Secondo posto in Copa Argentina 1969            |
| Mariscal Santa Cruz | Terzo posto in Copa Simón Bolívar 1969          |
| Unión Española      | Vincitore della Pre-Recopa 1969                 |
| El Nacional         | Vincitore della Copa Ecuador 1970               |
| Libertad            | Terzo posto in Primera División 1969            |
| Deportivo Municipal | Terzo posto nel Campeonato Descentralizado 1969 |
| Rampla Juniors      | Vincitore del Torneo de Copa 1969               |
| Deportivo Canarias  | Secondo posto in Copa Venezuela 1969            |

## Stadi
| Stadio                     | Città      | Paese   | Gruppo   |
| -------------------------- | ---------- | ------- | -------- |
| Estadio Olímpico Atahualpa | Quito      | Ecuador | Gruppo 1 |
| Estadio Hernando Siles     | La Paz     | Bolivia | Gruppo 2 |
| Estadio Félix Capriles     | Cochabamba | Bolivia | Gruppo 2 |

## Fase a gironi

### Gruppo 1 (Zona 1)

#### Classifica finale
| Pos. | Squadra            | Pt | G | V | N | P | GF | GS | DR |
| ---- | ------------------ | -- | - | - | - | - | -- | -- | -- |
| 1.   | El Nacional        | 3  | 2 | 1 | 1 | 0 | 4  | 1  | +3 |
| 2.   | Deportivo Canarias | 2  | 2 | 0 | 2 | 0 | 0  | 0  | 0  |
| 3.   | Libertad           | 1  | 2 | 0 | 1 | 1 | 1  | 4  | -3 |

Legenda:

         Qualificato alla finale.
Note:
Due punti a vittoria, uno a pareggio, zero a sconfitta.

### Gruppo 2 (Zona 2)

#### Classifica finale
| Pos. | Squadra             | Pt | G | V | N | P | GF | GS | DR |
| ---- | ------------------- | -- | - | - | - | - | -- | -- | -- |
| 1.   | Mariscal Santa Cruz | 7  | 4 | 3 | 1 | 0 | 8  | 3  | +5 |
| 2.   | Atlanta             | 5  | 4 | 2 | 1 | 1 | 9  | 7  | +2 |
| 3.   | Unión Española      | 4  | 4 | 1 | 2 | 1 | 6  | 6  | 0  |
| 5.   | Deportivo Municipal | 3  | 4 | 0 | 3 | 1 | 6  | 7  | -1 |
| 5.   | Rampla Juniors      | 1  | 4 | 0 | 1 | 3 | 2  | 8  | -6 |

Legenda:

         Qualificato alla finale.
Note:
Due punti a vittoria, uno a pareggio, zero a sconfitta.

## Finale

### Andata
| Quito 19 aprile 1970 | El Nacional | 0 – 0 | Mariscal Santa Cruz | Estadio Olímpico Atahualpa |

### Ritorno
| Arbitro: | Sosa Miranda |

|               |           |  |
| Báez 40’, 57’ | Marcatori |  |